# Kabinett Yar’Adua

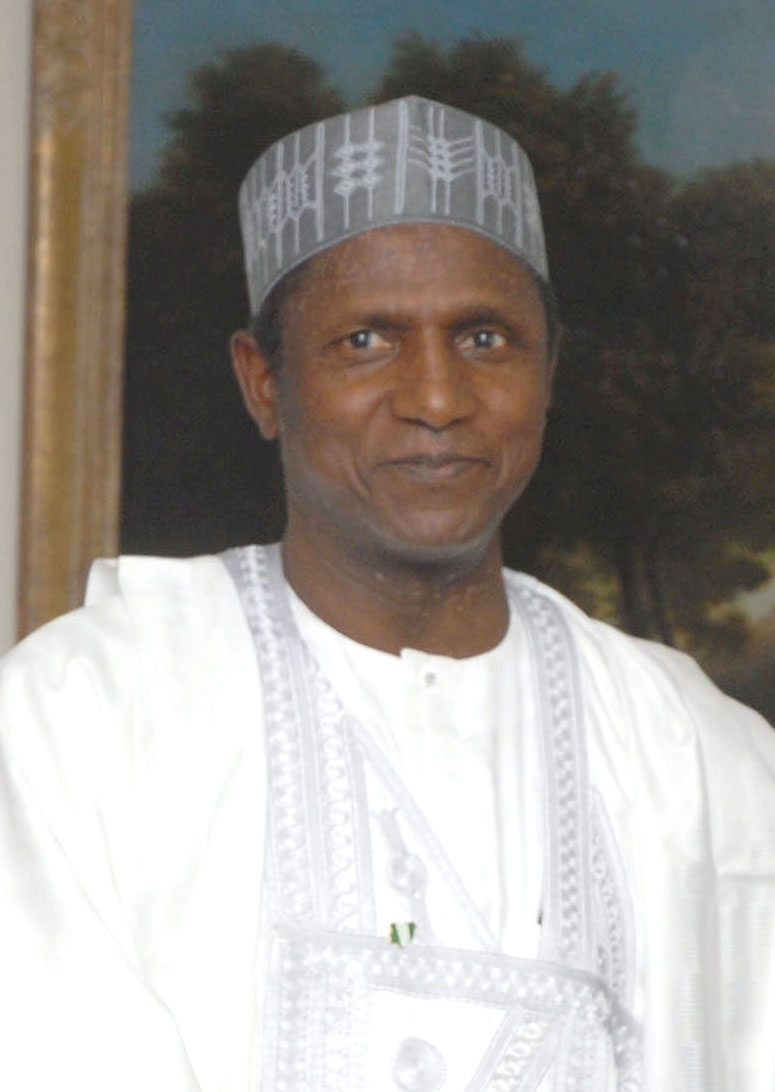
Umaru Yar’Adua

Umaru Yar’Adua trat nach seiner Wahl am 21. April 2007 sein Amt als Präsident Nigerias am 29. Mai 2007 an.
In den folgenden Monaten bildete er sein Kabinett, dem neben dem gewählten Vizepräsidenten Goodluck Jonathan 15 weitere Minister, 3 Staatsminister im Energiebereich sowie 14 Juniorminister angehörten.
Ab dem 9. Februar 2010 leitete Vizepräsident Jonathan für den mittlerweile verstorbenen Präsidenten Yar’Adua die Regierungsgeschäfte kommissarisch.

## Das Kabinett
Präsident und Minister
- Präsident: Umaru Yar’Adua
- Vizepräsident: Goodluck Jonathan
- Äußeres: Ojo Maduekwe
- Inneres: Godwin Abbe
- Justiz und Generalstaatsanwalt: Michael Aondoakaa
- Erziehung: Igwe Nwachukwu
- Jugendentwicklung: Akinlabi Olasunkami
- Arbeit: Hassan Lawal
- Frauenangelegenheiten: Saudatu Bugudu
- Nationale Sportkommission: Abdurahman Hassan Gimba
- Verkehr: Diezani Alison-Madueke
- Information und Kommunikation: John Ogar Odey
- Nationale Planungskommission: Mohammed Daggash
- Umwelt und Wohnungsbau: Halima Tayo Alao
- Wissenschaft und Technologie: Grace Ekpiwhre
- Landwirtschaft und Wasserressourcen: Sayyad Ruma
- Kultur und Tourismus: Prince Kayode

Staatsminister
- Energie (Elektrizität): Hajiya Balaraba Ibrahim
- Energie (Gas): Olatunde Odeshina
- Energie (Erdöl): Odein Ajumogobia

Juniorminister
- Finanzen: Andrew Babalola
- Äußeres: Tijjani Yahaya Karua
- Äußeres: Bagudu Hirse
- Inneres: Hassan Haruna
- Verteidigung: Fidelia Akubata Njeze
- Erziehung: Aishatu Jubril Dukku
- Erziehung: Agada Jerry
- Verkehr: Prince Okechukwu Emeka
- Information und Kommunikation: Ibrahim Dasuki Nakande
- Bergbau und Stahlentwicklung: Ahmed Gusaukku
- Federal Capital Territory: John Akpanudoedehe
- Landwirtschaft und Wasserressourcen: Adamu Waziri
- Handel und Industrie: Ahmed Bichi
- Kultur und Tourismus: Aliyu Hong